# Nursulton Ruziboev
Nursulton Dilshodbek oʻgʻli Ruziboev (Shahrixon; 19 de noviembre de 1993) es un artista marcial mixto uzbeko que compite en la categoría de peso wélter de Ultimate Fighting Championship (UFC).

## Primeros años
Ruziboev nació el 19 de noviembre de 1993 en Shahrixon, en la región de Andijan de Uzbekistán. Tiene 2 hermanos y una hermana. Su hermano, Mashrabjon Ruziboev, también es un artista marcial mixto profesional.
A partir de los 7-8 años, comenzó a entrenar karate, y durante su juventud, también entrenó sambo de combate. Ruziboev comenzó a entrenar artes marciales mixtas a los 16 años. En 2012, dejó el país para ir a Rusia, donde trabajó para mantener a su familia. En 2013, regresó a Uzbekistán para participar en torneos de combate cuerpo a cuerpo. Ruziboev también obtuvo una maestría de la Universidad Nacional de Uzbekistán.

## Carrera de artes marciales mixtas

### Carrera temprana
En 2014, Ruziboev comenzó su carrera profesional en la organización Alash Pride de Kazajstán. Ha luchado bajo organizaciones prominentes como Brave Combat Federation, Absolute Championship Berkut y Fight Nights Global. Ruziboev es un ex campeón de peso medio del Open Fighting Championship y WEF Global.

### Ultimate Fighting Championship
En 2023, firmó contrato con UFC e hizo su debut contra Brunno Ferreira el 1 de julio de 2023 en UFC on ESPN 48. Ganó la pelea por KO en el primer asalto. Esta victoria lo hizo merecedor de su primer premio a la Actuación de la Noche.
Ruziboev estaba programado para enfrentar a Caio Borralho el 4 de noviembre de 2023 en UFC Fight Night: Almeida vs. Lewis. Sin embargo, Ruziboev se retiró por razones desconocidas y fue reemplazado por Abus Magomedov.
Ruziboev enfrentó a Sedriques Dumas el 30 de marzo de 2024 en UFC on ESPN 54. Ganó la pelea por nocaut técnico en el primer asalto.
Ruziboev enfrentó a Joaquin Buckley en una pelea de peso welter el 11 de mayo de 2024 en UFC on ESPN 56. Ruziboev perdió la pelea por decisión unánime.

## Campeonatos y logros
- Ultimate Fighting Championship
  - Actuación de la Noche (Una vez) vs. Brunno Ferreira[9]

## Récord en artes marciales mixtas
| Récord profesional | Récord profesional | Récord profesional |
| 49 peleas          | 36 victorias       | 9 derrotas         |
| ------------------ | ------------------ | ------------------ |
| Nocaut             | 13                 | 1                  |
| Sumisión           | 20                 | 1                  |
| Decisión           | 3                  | 7                  |
| Empate             | 2                  | 2                  |
| Sin resultado      | 2                  | 2                  |

| Resultado     | Récord     | Oponente               | Método                      | Evento                                                                | Fecha                    | Ronda | Tiempo | Localización                | Notas                                                              |
| ------------- | ---------- | ---------------------- | --------------------------- | --------------------------------------------------------------------- | ------------------------ | ----- | ------ | --------------------------- | ------------------------------------------------------------------ |
| Derrota       | 34–9–2 (2) | Joaquin Buckley        | Decisión (unánime)          | UFC on ESPN: Lewis vs. Nascimento                                     | 11 de mayo de 2024       | 3     | 5:00   | San Luis, Misuri            | Regresó a peso wélter.                                             |
| Victoria      | 34–8–2 (2) | Sedriques Dumas        | TKO (golpes)                | UFC on ESPN: Blanchfield vs. Fiorot                                   | 30 de marzo de 2024      | 1     | 3:18   | Atlantic City, Nueva Jersey |                                                                    |
| Victoria      | 33–8–2 (2) | Brunno Ferreira        | KO (golpes)                 | UFC on ESPN: Strickland vs. Magomedov                                 | 1 de julio de 2023       | 1     | 1:17   | Las Vegas, Nevada           | Actuación de la noche.                                             |
| Victoria      | 32–8–2 (2) | Paval Masalski         | Sumisión (armbar)           | WEF Global 17 and Kingdom Professional Fight NWPA: Battle on the Neva | 10 de abril de 2022      | 1     | 2:25   | San Petersburgo             | Regresó a peso mediano. Ganó el campeonato de peso mediano de WEF. |
| Victoria      | 31–8–2 (2) | Luciano Contini        | Sumisión (kimura)           | Octagon 27 & U1                                                       | 19 de febrero de 2022    | 1     | 0:44   | Tashkent                    | Regresó a peso wélter.                                             |
| Victoria      | 30–8–2 (2) | Eduard Arustamyan      | TKO (golpes)                | Open Fighting Championship 14 & Alash Pride 71                        | 12 de diciembre de 2021  | 1     | 1:51   | Almaty                      |                                                                    |
| Victoria      | 29–8–2 (2) | Alexander Dolotenko    | Sumisión (kimura)           | Amir Temur Fighting Championship 3                                    | 25 de septiembre de 2021 | 1     | N/A    | Tashkent                    |                                                                    |
| Victoria      | 28–8–2 (2) | Alex de Paula          | TKO (golpes)                | Open Fighting Championship 10                                         | 12 de septiembre de 2021 | 1     | 3:41   | Moscú                       | Ganó el campeonato vacante de peso mediano de OFC.                 |
| Victoria      | 27–8–2 (2) | Ibrahim Mané           | KO (slam)                   | Brave CF 47                                                           | 11 de marzo de 2021      | 1     | 3:12   | Arad                        | Pelea de peso pactado en (175 lb).                                 |
| Victoria      | 26–8–2 (2) | Bogdan Kotlovyanov     | Sumisión (choke)            | Open Fighting Championship 2                                          | 20 de febrero de 2021    | 1     | 1:03   | Samara                      | Regresó a peso mediano.                                            |
| Victoria      | 25–8–2 (2) | Maksym Soroka          | Sumisión (kimura)           | WFCA: Andijan Mayor Cup                                               | 10 de enero de 2021      | 1     | 0:35   | Andijon                     | Ganó el campeonato vacante de peso wélter de WFCA.                 |
| Derrota       | 24–8–2 (2) | Boris Miroshnichenko   | Decisión (unánime)          | Professional Fighting Championship 66                                 | 22 de diciembre de 2019  | 3     | 5:00   | Rostov del Don              | Regresó a peso welter.                                             |
| Victoria      | 24–7–2 (2) | Artem Shokalo          | TKO (parada en la esquina)  | Gorilla Fighting 20                                                   | 23 de noviembre de 2019  | 2     | 2:00   | Tashkent                    |                                                                    |
| Victoria      | 23–7–2 (2) | Leonid Antonov         | Sumisión                    | Professional Combat Turon 4                                           | 22 de septiembre de 2019 | 1     | 2:04   | Yunusabad                   | Regresó a peso mediano.                                            |
| Sin resultado | 22–7–2 (2) | Altynbek Arykbaev      | Sin resultado               | WEF 85: ProfFight 36: Battle In Kara-Suu 5                            | 17 de agosto de 2019     | 1     | 5:00   | Kara-Suu                    |                                                                    |
| Derrota       | 22–7–2 (1) | Murad Ramazanov        | Decisión (unánime)          | Gorets FC: For The Prizes of V. Zolotov                               | 6 de julio de 2019       | 3     | 5:00   | Kaspisk                     |                                                                    |
| Derrota       | 22–6–2 (1) | Oleg Dadonov           | Decisión (unánime)          | Hooligan Fight Show: Battle for Tula 3                                | 21 de diciembre de 2018  | 3     | 5:00   | Tula                        | Regresó a peso welter.                                             |
| Victoria      | 22–5–2 (1) | Marcos Yoshio Souza    | TKO (rodillazo y golpes)    | WEF 67: WEF Global 14: Arzalet Cup                                    | 10 de noviembre de 2018  | 3     | 0:29   | Biskek                      | Ganó el campeonato de peso wélter de WEF.                          |
| Victoria      | 21–5–2 (1) | Andrey Seledtsov       | Sumisión (hammerlock)       | Hooligan Fight Show: Battle for Tula 2                                | 28 de septiembre de 2018 | 2     | 1:14   | Tula                        | Regresó a peso mediano.                                            |
| Derrota       | 20–5–2 (1) | Kiamrian Abbasov       | Decisión (unánime)          | WFCA 50: Emelianenko vs. Johnson                                      | 18 de agosto de 2018     | 3     | 5:00   | Moscú                       |                                                                    |
| Victoria      | 20–4–2 (1) | Sultan Kiyalov         | Sumisión (rear-naked choke) | Alash Pride FC: Alash Pride                                           | 14 de abril de 2018      | 2     | 1:58   | Shymkent                    | Regresó a peso wélter.                                             |
| Victoria      | 19–4–2 (1) | Erzhan Kenzhegulov     | Sumisión (armbar)           | Legion Fighting Championship: Universal Battle 1                      | 18 de febrero de 2018    | 1     | 3:15   | Tashkent                    | Regresó a peso mediano.                                            |
| Victoria      | 18–4–2 (1) | Igor Bayer             | TKO (golpes)                | WFCA 44: Grozny Battle                                                | 17 de diciembre de 2017  | 1     | N/A    | Grozny                      | Regresó a peso mediano.                                            |
| Empate        | 17–4–2 (1) | Erbolot Omurzakov      | Empate (mayoritario)        | WEF 44: WEF Global 10                                                 | 22 de noviembre de 2017  | 5     | 5:00   | Biskek                      | Regresó a peso mediano. Por el campeonato de peso mediano de WEF.  |
| Victoria      | 17–4–1 (1) | Amkhad Dzhanchuraev    | KO (golpes)                 | Ambitions Fighting Championship 21 / Ratiborets 11                    | 18 de noviembre de 2017  | 1     | 1:40   | Ekaterimburgo               | Regresó a peso wélter.                                             |
| Victoria      | 16–4–1 (1) | Artem Kazbanov         | KO (rodillazo)              | City Innovative Technologies / Sech Pro: GIT Crimea 2017              | 23 de septiembre de 2017 | 1     | 0:45   | Yalta                       | Regresó a peso mediano.                                            |
| Victoria      | 15–4–1 (1) | Almanbet Nuraly        | Sumisión (armbar)           | WEF 38: WEF Global 9                                                  | 8 de septiembre de 2017  | 1     | 1:50   | Biskek                      | Regresó a peso wélter.                                             |
| Sin resultado | 14–4–1 (1) | Magomed Abdulvagabov   | Sin resultado (anulado)     | Fight Nights Global 73                                                | 4 de septiembre de 2017  | 1     | 4:12   | Kaspisk                     | Regresó a peso mediano.                                            |
| Derrota       | 14–4–1     | Dzhokhar Duraev        | Decisión (unánime)          | ACB 68: Young Eagles 21                                               | 26 de agosto de 2017     | 3     | 5:00   | Dusambé                     | Regresó a peso wélter.                                             |
| Empate        | 14–3–1     | Eler Narmurzaev        | Empate (unánime)            | Legion FC: Universal Battle Among Professional                        | 30 de julio de 2017      | 3     | 5:00   | Tashkent                    |                                                                    |
| Victoria      | 14–3       | Aylchi Sultanali       | Sumisión (rear-naked choke) | WEF 35: WEF Selection 11: Akbars Cup                                  | 2 de julio de 2017       | 1     | 1:20   | Moscú                       | Pelea de peso pactado en (176 lb).                                 |
| Victoria      | 13–3       | Ramazan Gimbatov       | Sumisión (armbar)           | AFCA & Fight Club 777: Fight Show 777                                 | 20 de mayo de 2017       | 1     | 1:21   | Almaty                      | Ganó el torneo de peso mediano de AFCA.                            |
| Victoria      | 12–3       | Arman Alimov           | Decisión (unánime)          | AFCA & Fight Club 777: Fight Show 777                                 | 20 de mayo de 2017       | 2     | 5:00   | Almaty                      | Semifinal del torneo de peso mediano de AFCA.                      |
| Victoria      | 11–3       | Artem Reznikov         | TKO (rodillazo y golpes)    | AFCA & Fight Club 777: Fight Show 777                                 | 20 de mayo de 2017       | 1     | 1:23   | Almaty                      | Cuartos de final del torneo de peso mediano de AFCA.               |
| Victoria      | 10–3       | Ramazan Gimbatov       | KO (golpes)                 | TFC Danghara 2016: Battle for the Title of Ismoil Somoni 5            | 27 de noviembre de 2016  | 1     | 3:14   | Danghara                    |                                                                    |
| Derrota       | 9–3        | Daniyar Abdibaev       | Sumisión (kimura)           | WEF 6: Grand Prix 2016                                                | 22 de octubre de 2016    | 2     | 4:41   | Biskek                      |                                                                    |
| Victoria      | 9–2        | Vladimir Katykhin      | Decisión (unánime)          | N-1 Pro Nomad MMA: Asian Fighter Tournament 2016                      | 2 de octubre de 2016     | 3     | 5:00   | Karagandá                   | Debut en peso mediano.                                             |
| Victoria      | 8–2        | Orzubek Seytimbetov    | Sumisión (guillotine choke) | Asian Fighting Championship Akhmat 2: Battle in Samarkand             | 24 de diciembre de 2015  | 1     | 2:01   | Samarcanda                  |                                                                    |
| Derrota       | 7–2        | Anvar Chergesov        | Decisión (unánime)          | Seven Fight 2015                                                      | 19 de junio de 2015      | 2     | 5:00   | Ivánovo                     |                                                                    |
| Victoria      | 7–1        | Islam Yashaev          | Sumisión (rear-naked choke) | ACB 17: Grand Prix Berkut 2015 Stage 4                                | 2 de mayo de 2015        | 2     | 3:15   | Grozni                      |                                                                    |
| Victoria      | 6–1        | Tologon Rakhmanberdiev | Sumisión (rear-naked choke) | World Ertaymash Federation 2                                          | 15 de marzo de 2015      | 1     | 1:56   | Biskek                      |                                                                    |
| Victoria      | 5–1        | Elshon Muhtarov        | Sumisión (kimura)           | Alash Pride: Royal Plaza Volume 2                                     | 24 de enero de 2015      | 1     | 0:31   | Almaty                      |                                                                    |
| Victoria      | 4–1        | Shahvalat Yusubov      | Sumisión (rear-naked choke) | R1 Uzbekistan: Grand Prix Heavyweights                                | 23 de enero de 2015      | 1     | 3:59   | Tashkent                    |                                                                    |
| Victoria      | 3–1        | Aziz Ibragimov         | Sumisión (rear-naked choke) | Alash Pride: Selection 6                                              | 25 de diciembre de 2014  | 1     | 0:38   | Kaskelen                    |                                                                    |
| Derrota       | 2–1        | Daniyar Babakulov      | TKO (golpes)                | Alash Pride: Royal Plaza Volume 1                                     | 13 de diciembre de 2014  | 2     | 0:32   | Almaty                      |                                                                    |
| Victoria      | 2–0        | Kiamrian Abbasov       | Sumisión (guillotine choke) | Alash Pride: Selection 5                                              | 26 de octubre de 2014    | 2     | 1:10   | Kaskelen                    | Debut en peso wélter.                                              |
| Victoria      | 1–0        | Shamil Rafikov         | Sumisión (rear-naked choke) | Alash Pride: Selection 4                                              | 16 de agosto de 2014     | 2     | 1:53   | Kyzylorda                   | Debut en peso ligero.                                              |

## Récord en boxeo profesional
| Record Profesional | Record Profesional | Record Profesional |
| 2 peleas           | 2 Victorias        | 0 Derrotas         |
| Nocaut             | 1                  | 0                  |
| Decisión           | 1                  | 0                  |
| ------------------ | ------------------ | ------------------ |

| Resultado | Récord | Oponente        | Método | Fecha               | Ronda | Tiempo | Localización                     | Notas |
| --------- | ------ | --------------- | ------ | ------------------- | ----- | ------ | -------------------------------- | ----- |
| Victoria  | 2-0    | Azamat Ergashev | UD     | 5 de mayo de 2022   | 4     | 3:00   | Sport Palace Yunusabad, Tashkent |       |
| Victoria  | 1-0    | Bakhrom Payazov | KO     | 14 de marzo de 2022 | 2     | 0:54   | Sport Palace Yunusabad, Tashkent |       |